# Pedro Sainz de Andino
Pedro Sáinz de Andino y Álvarez Pinceti (Alcalá de los Gazules, Cadis, 11 de setembre de 1786 - Madrid, 24 d'abril de 1863) va ser un jurista espanyol.

## Biografia
S'educa en el Seminari Conciliar de San Bartolomé de Sevilla, i es graduà en batxiller de lleis i es doctorà en la Universitat de Sevilla. Va ocupar la càtedra de Partides de la Universitat i després va ser claustral.
Durant la Guerra del francès no recolza la proposta d'Alberto Lista per crear un exèrcit patriota, mostrant una ideologia afrancesada.
Va exercir el càrrec de promotor fiscal de Terrassa (Bages) i Tortosa (Baix Ebre). Va escriure un projecte de Codi de Comerç que va ser promulgat en 1829, i una llei d'enjudiciament criminal, sancionada en 1830. A aquesta època pertanyen obres com Elementos de elocuencia forense i De los ministros sobre el curso que debe darse al juicio de purificaciones.
El 1829 fou nomenat fiscal del Consell d'Hisenda, i en 1830 Ministre del Consell i Cambra de Castella i membre de la Junta de Loteries i de la de Tractats. El mateix any va rebre la gran creu de l'Orde de Carles III i el 1848 la de l'Orde d'Isabel la Catòlica. En 1848 fou nomenat acadèmic honorari de la Reial Acadèmia de la Història.
A la mort de Ferran VII d'Espanya en 1834 es declarà isabel·lí, i en 1844 Luis González Bravo li va encarregar la revisió de tota la legislació de forests. En 1845 fou nomenat Conseller Reial i president de la Secció de Foment. El 1847 fou vicepresident de la Junta d'Arxius i el 25 de novembre de 1845 va prendre possessió com a conseller real, i després president, de la seva secció de Foment. En 1847 fou nomenat senador vitalici. Va ingressar en l'Acadèmia de la Història el 4 de febrer de 1848. Quan es va jubilar en 1855 era Director general d'Arxius.

## Obres
- De la Constitución y del derecho que tienen todos los pueblos a constituirse del modo que crean más conveniente (abril de 1820)
- Elementos de elocuencia forense (Madrid, 1828)
- De los ministros sobre el curso que debe darse al juicio de purificaciones (agost de 1828)
- Proyecto de código de comercio (1829)
- Exposición al Rey N. S. sobre la situación política del Reino y medios de su restauración (1829)
- Reglamento del Banco Español de San Fernando (1829)
- Ley de Bolsas (1831)
- Ensayo crítico sobre la contratación de la Bolsa de Comercio (Madrid, 1845)